# ناحیه عین التوته
ناحیه عین التوته (به عربی: دائرة عین التوتة) یک ناحیه در الجزایر است که در استان باتنه واقع شده‌است.